# Distretto di Chontabamba
Il distretto di Chontabamba è uno degli otto distretti della provincia di Oxapampa, in Perù. Si trova nella regione di Pasco e si estende su una superficie di 364,96 chilometri quadrati.
Istituito il 27 novembre 1944, ha per capitale la città di Chontabamba.